# Delbert Leroy True
Delbert Leroy True (31 d'agost de 1923 - 20 de juny de 2001) va ser un arqueòleg estatunidenc que treballava a Califòrnia, en particular a San Diego, i al nord de Xile.
Nascut a San Pedro, Califòrnia, va treballar en una drassana i es va exercir com a instructor d'artilleria aèria durant la Segona Guerra Mundial. Després de la guerra es va establir en un petit ranxo d'alvocat a la vall de Pauma, una zona de l'interior, al nord del Comtat de San Diego, on es va interessar i familiaritzà amb les restes arqueològiques de les cultures prehistòriques de la regió. Sota la tutela de Clement W. Meighan es va matricular en antropologia a la Universitat de Califòrnia a Los Angeles on va ser citat per la revista Time com un de la dotzena dels millors graduats en 1961. Després va rebre el seu doctorat de la UCLA el 1966, amb una tesi sobre "Archaeological Differentiation of Shoshonean and Yuman Speaking Groups in Southern California". Va formar part del cos docent d'antropologia de la Universitat de Califòrnia a Davis a partir de 1965 fins al seu retir.
Va tenir un paper decisiu en la definició dels complexos Pauma, San Luis Rey i Cuyamaca i en l'aclariment del seu paper en la prehistòria regional. Junt amb Claude N. Warren, també va ajudar a dilucidar els primerencs complexos San Dieguito i La Jolla.